# Norberto Bobbio
Norberto Bobbio (18. října 1909 Turín – 9. ledna 2004 Turín) byl italský filozof, právník, politolog, historik a komentátor deníku La Stampa.
Roku 1942, za Mussoliniho diktatury, vstoupil do ilegální liberální strany Partito d'Azione, kvůli čemuž byl v letech 1943-1944 vězněn. Po válce se chvíli pokoušel uplatnit v politice, avšak neuspěl a vrátil se do akademické sféry. Označoval se za liberálního socialistu, po roce 1970 podpořil eurokomunistickou linii Enrico Berlinguera v Italské komunistické straně a následný "historický kompromis" ("compromesso storico") mezi křesťanskými demokraty a komunisty (který skončil po zavraždění Aldo Mora v roce 1978). V 90. letech silně kritizoval Silvia Berlusconiho. Své knihy psal italsky i anglicky.

### České překlady
- Pravice a levice. Důvod a smysl rozdělení politické scény, Centrum pro studium demokracie a kultury 2003.